# Výměnná jednotka
Výměnná jednotka (zkratka VJ) je umělý pojem užívaný v diabetologii, který byl zaveden proto, aby usnadnil lidem s diabetem „přemýšlení o jídle“. Základní idea výměnné jednotky tkví v tom, že 1 VJ = 12 g sacharidů (v některých západních zemích je to 10 g), což obsahuje asi půl krajíce chleba (také se jí někdy říká chlebová jednotka). Tento půlkrajíc lze tudíž nahradit (vyměnit) za jakoukoliv jinou potravinou o stejném obsahu sacharidů, což bude mít logicky za následek obdobné reakce glykémie na tyto různé potraviny. Lidé s diabetem tak mohou rychle a snadno odhadnout počet VJ „na talíři“.
Potraviny lze počítat jak v gramech sacharidů, tak ve výměnných jednotkách. Průměrné hlavní jídlo má asi 4–5 VJ, což odpovídá 48–60 gramům sacharidů. Je zřejmé, že čísla ve VJ jsou menší a jednodušší k dalším výpočtům než gramy sacharidů, a tudíž lze množství VJ lze rychleji přepočítat na jednotky inzulinu, které je třeba před jídlem aplikovat.
Obvykle v praxi však neplatí, že by dvě potraviny o stejném počtu VJ vyvolávaly stejnou glykemickou odpověď, proto diabetik musí o jídle přemýšlet i v širších souvislostech a zahrnout do odhadu reakce glykémie po jídle i glykemický index a inzulínový index daných potravin.